# 353 North Clark
353 North Clark è un grattacielo di Chicago, Illinois.

## Caratteristiche
L'edificio costruito tra il 2007 e il 2009 ha 45 piani per un totale di 109,035 metri quadrati di superficie. Nel 353 North Clark hanno sede Jenner & Block, uno studio legale, l'Intercontinental Exchange, una società di servizi finanziari, Mesirow Financial, una società di servizi finanziari e Ventas, una società immobiliare. Nel 2014, "Empire", una serie TV creata per FOX, ha iniziato le riprese all'interno della sua lobby.

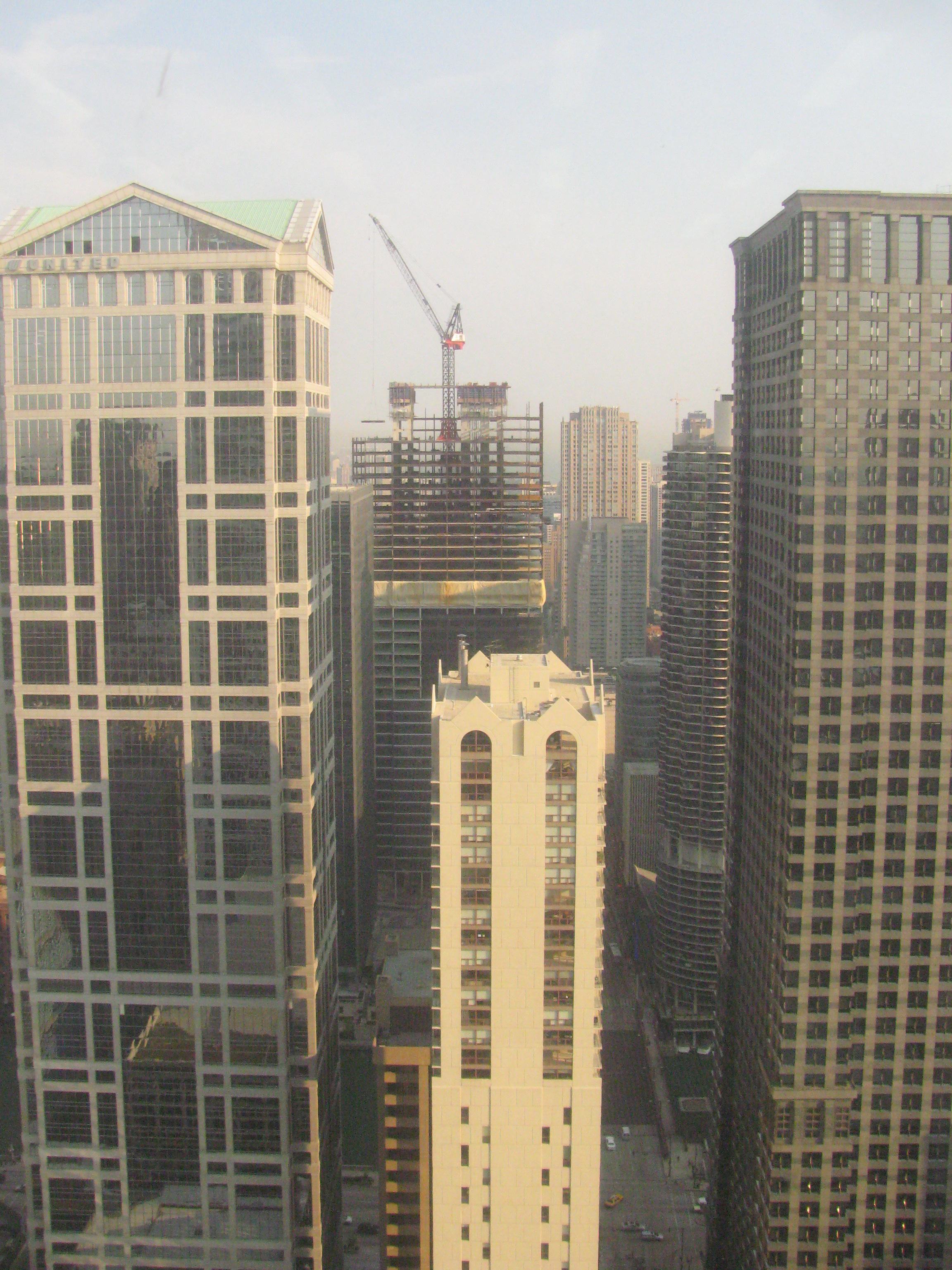
353 North Clark in costruzione